# Häggeby och Vreta
Häggeby och Vreta – miejscowość (tätort) w Szwecji, w regionie administracyjnym (län) Uppsala, w gminie Håbo.
Według danych Szwedzkiego Urzędu Statystycznego liczba ludności wyniosła: 261 (31 grudnia 2015), 248 (31 grudnia 2018) i 253 (31 grudnia 2019).